# イスタンブール・プライド・マーチ

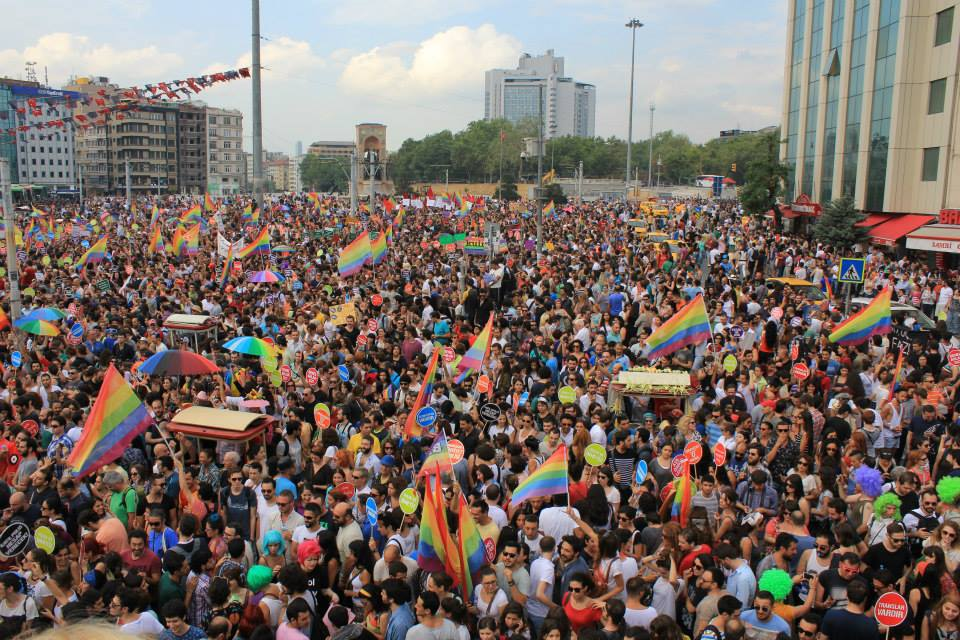
2011年のパレードの様子。イスティクラル通り。

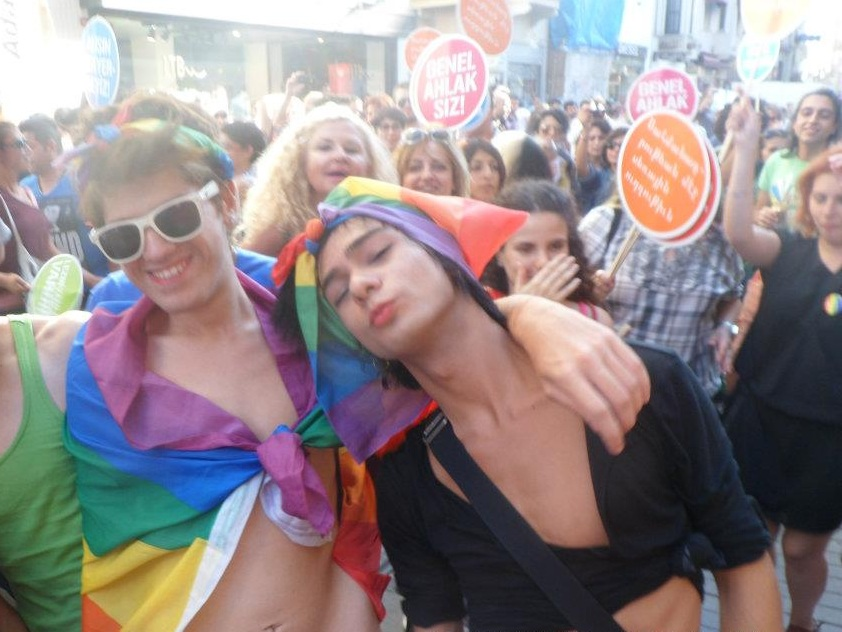
2012年5月29日、イスタンブールのイスティクラル通りでのプライド・マーチの様子。

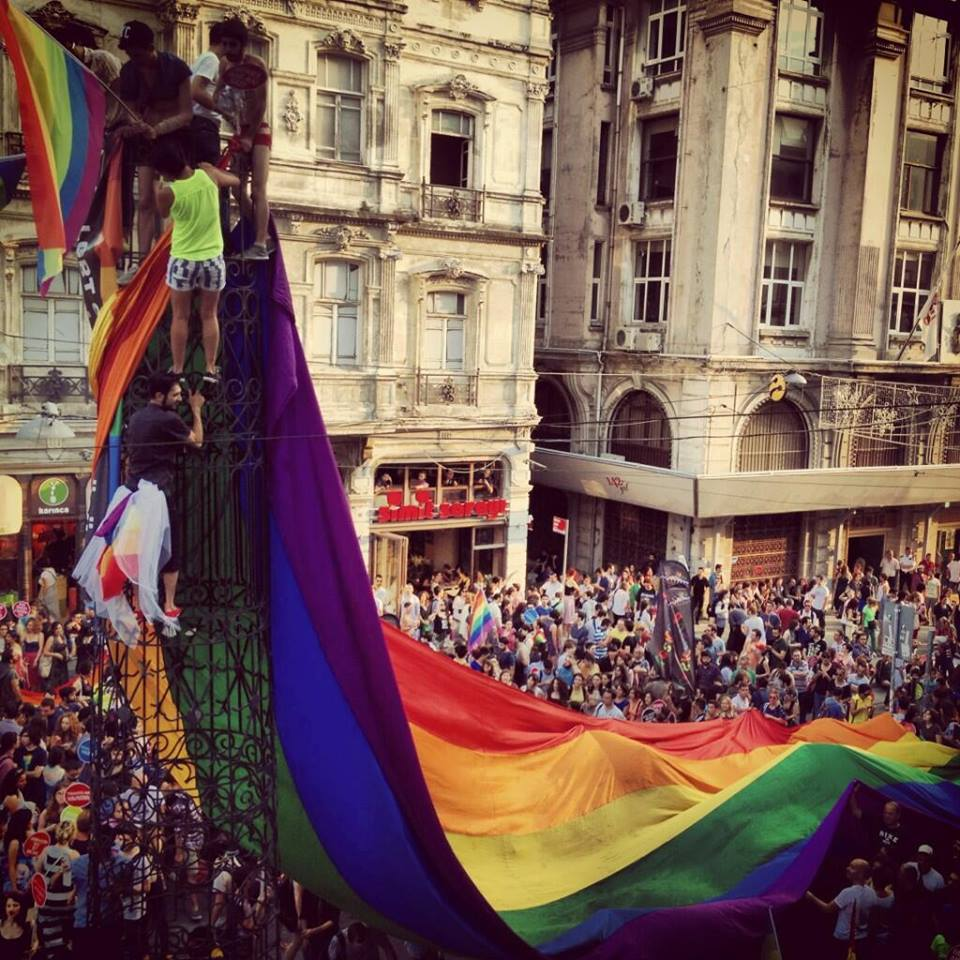
2013年のプライド・マーチの様子。イスティクラル通り。

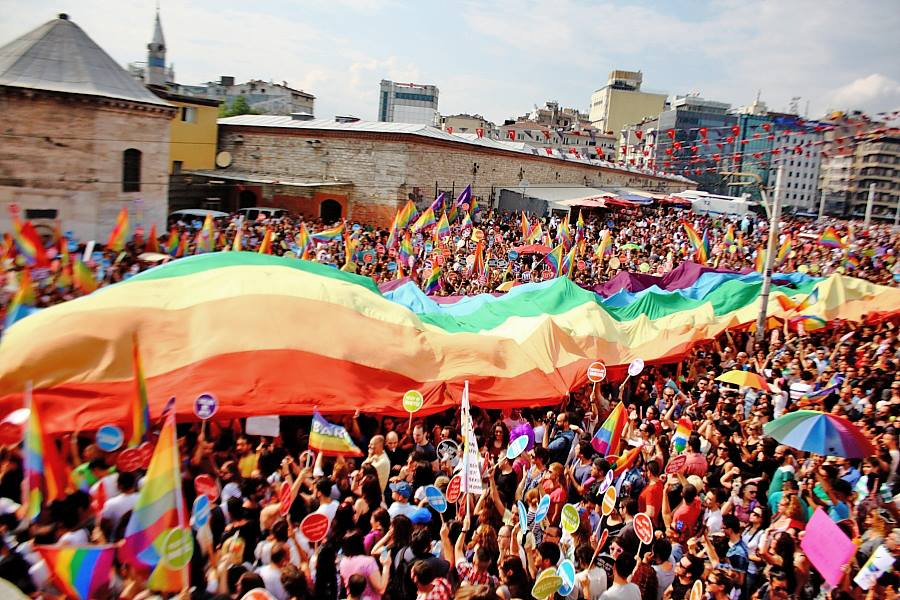
2013年のプライド・マーチの様子。

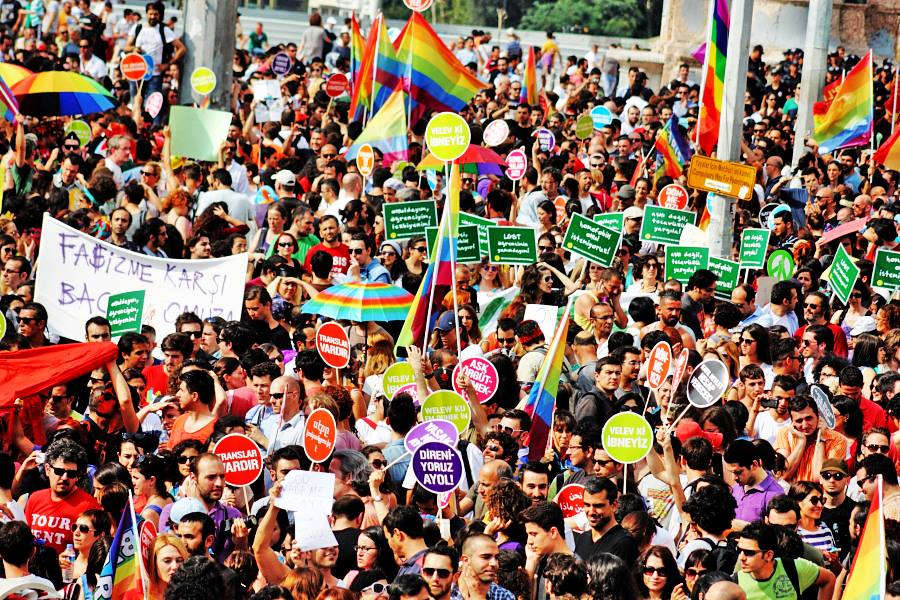
2013年のパレードの様子。タクスィム広場にて。

イスタンブール・プライド・マーチ (トルコ語: İstanbul Onur Yürüyüşü)は、トルコのイスタンブールで2003年から毎年開催されているプライド・パレードとLGBT運動である。参加者はタクスィム広場から出発し、イスティクラル通りの全体を行進する。これはムスリムが多数を占める国家で初めてかつ最大のLGBTイベントとされる。

## 歴史

### 2003年から2014年まで
このプライド・マーチは、毎年6月の最終日曜日か7月の第1日曜日に、イスタンブールのプライド・ウィークの終了の締めくくりとして開催されている。初回は2003年で、約30人の参加であったが、その数は年々飛躍的に増え、2010年には約5000人、2011年には10000人以上が集まり、イスラム教徒が大多数を占める国で最大のパレードとなった。2012年のプライド・マーチは、7月1日に開催され、10000人から30000人を集めた。2013年は6月30日に開催され、10万人近くの参加者を集めた。この時は、「トルコの春」の参加者も合わさって、過去最大の規模となった。2014年には10万人以上の参加者となった。。欧州連合はプライド・マーチが妨害なく終了したことを称賛した。

### 2015年以降
2015年6月29日、ロイターはトルコ警察当局が放水車を用いてプライド・マーチを妨害したと報じた。2016年、地元当局は、市民・参加者の安全、また公共の秩序を理由にプライド・マーチを禁止した。LGBT団体は声明の発表さえ許されなかった。イスタンブール知事はLGBTの集会は許可されないと主張し、「法律第5442号に則り、わが国とその地域で発生したテロ攻撃、また社会への影響を考慮すると挑発的な行為が行われる可能性があること、そして公共の秩序とイベント参加者を含めた人々の平穏・安全・福祉を乱す可能性があることを理由に、その要求は認められない」と述べた。プライド・マーチの支援者は、この決定は宗教的な動機から行われており、中止にされた理由はラマダーンと重なっていたからではないかと主張した。
2017年、イスタンブール当局は再び安全上の懸念と公共の秩序を理由にプライド・パレードを禁止した。
2018年、イスタンブール当局は4年連続でプライド・パレードを禁止し、約1000人が反対行動を起こしたが、催涙ガスやゴム弾を浴びせられ、参加者11人が逮捕された。
2019年、イスタンブール当局は、治安上の懸念と公共の秩序を理由に、プライド・パレードを再び禁止した。その後、トルコ大国民議会にて、共和人民党のセズギン・タンルクルが、副大統領に対し、イスタンブール当局がプライド・パレードを禁止した理由と、公正発展党がイスタンブールを統治していた過去17年間にヘイトスピーチによって殺されたLGBTの人々の人数を質問し、LGBTコミュニティに対する差別について懸念を示した。6月29日、100人ほどの人々がパレード禁止に反対したが、催眠ガス・唐辛子ガス・プラスチック弾を浴びせられた。
2019年、野党が首長である自治体のいくつか（メルスィン・エディルネ・タルスス・エスキシェヒル・イズミル・ボドルムなど）が、ソーシャルメディア上でLGBTIコミュニティへの支援を表明した。また、同年、野党のイスタンブール市長のエクレム・イマモールは、デモの許可を与える権利は知事にあり、トルコの州知事は選挙ではなく大統領によって直接任命されるため、禁止を覆すことはできないと述べた。
2020年は新型コロナウイルスの流行によりオンライン開催となったが、2003年のパレードのフィナーレを飾ったMis Sokakに集まる人々もいた。
プライド・マーチに対する弾圧の流れはその後も続いており、2021年には場所が封鎖された上に催涙ガスが使用され、25人が逮捕された。 2022年にはタクスィム広場への公共交通機関までもが閉鎖され、373人が逮捕された。

## 組織団体
イスタンブール・プライド・マーチを組織する団体は以下である。
- コチ大学（英語版）「KUir」LGBTI+クラブ
- バフチェシェヒル大学（英語版）「Gri」（ジェンダーロールとアイデンティティ）クラブ
- ビルケント大学「Think colorful!」LGBTQ学生組織
- ビルギ大学（英語版）LGBT学生組織
- イスタンブールLGBTT連帯協会（トルコ語版）
- イスタンブール工科大学「Cins Arı」LGBT学生コミュニティ
- イスタンブール大学「Radar」LGBT学生コミュニティ
- Kadın Kapısı（トルコ語版）
- KAOS GL（英語版）
- LİSTAG（トルコ語版）
- ボアズィチ大学LGBT協会
- ピンクライフ協会（トルコ語版）
- サバンジュ大学（英語版）　Sabancı Üniversitesi Gender Club
- ブラック・ピンク・トライアングル（トルコ語版）
- Voltrans トランス男性イニシアティブ
- SPoD（トルコ語版）

ほか、イスタンブール・プライド・マーチに協力している団体にアムネスティ・インターナショナル・オープン・ソサエティ財団などがある。